# Cajuri
Cajuri este un oraș în unitatea federativă Minas Gerais (MG), Brazilia.